# Roberto Irañeta
Roberto Luis Irañeta (provincia de Mendoza, Argentina; 21 de marzo de 1915 — 30 de noviembre de 1992) fue un futbolista argentino. Jugó como delantero, más precisamente de puntero izquierdo. 
Notable delantero, de físico espigado, gran técnica, muy rápido y de excelente remate.

## Trayectoria
Empezó su carrera en el club del Colegio Nacional Agustín Álvarez de Mendoza (uno de los más activos de la época). Un gran presidente Blanquinegro de esos años, el Dr. Francisco J. Moyano, fue su descubridor y lo llevó a Gimnasia donde jugó toda la década del '30 junto a su inseparable hermano, Rito Irañeta, otro excelente futbolista de esos años y ganó 4 títulos de Liga Mendocina a lo largo de esa década.
En 1934 tuvo la posibilidad de emigrar a River Plate, cuando el presidente del mismo lo vino a contratar personalmente a Mendoza donde lo recibió el padre, un vasco puro, duro, cerrado, bien porfiado, nacido y criado en España. No lo dejó ir diciéndole a Roberto: 

"¿Que a dónde se va a ir? ¿A Buenos Aires? ¿A River? Usted no se va a ningún lado, se queda acá, trabajando en el banco. Confórmese con jugar los domingos en Gimnasia"

 Por lo que River se llevó otro jugador, a Bruno Rodolfi también de Gimnasia de Mendoza.

## Selección nacional
En 1934 fue convocado, con tan solo 19 años, por Felipe Pascucci (director técnico de la selección argentina de ese año), para disputar la Copa Mundial de fútbol de Italia, logrando ser el primer futbolista mendocino en vestir la camiseta del seleccionado argentino. Dicha convocatoria se explica por una negativa de los clubes de ceder a sus jugadores profesionales (el profesionalismo regía desde 1931) por lo que Argentina debió presentar una formación integrada solamente por futbolistas del interior del país, provenientes de la Asociación Amateur, entidad que estaba afiliada a la FIFA.

### Participación en Copa del Mundo
| Mundial                        | Sede   | Resultado    | Partidos | Goles |
| ------------------------------ | ------ | ------------ | -------- | ----- |
| Copa Mundial de Fútbol de 1934 | Italia | Primera Fase | 1        | 0     |

## Clubes
| Club                | País      | Año       |
| ------------------- | --------- | --------- |
| Gimnasia de Mendoza | Argentina | 1930-1940 |

## Palmarés

### Títulos regionales
| Título                   | Club                | País      | Año  |
| ------------------------ | ------------------- | --------- | ---- |
| Liga Mendocina de Fútbol | Gimnasia de Mendoza | Argentina | 1931 |
| Liga Mendocina de Fútbol | Gimnasia de Mendoza | Argentina | 1933 |
| Liga Mendocina de Fútbol | Gimnasia de Mendoza | Argentina | 1937 |
| Liga Mendocina de Fútbol | Gimnasia de Mendoza | Argentina | 1939 |